# KNVB-Pokal 1990/91
Der KNVB-Pokal 1990/91 war die 73. Auflage des niederländischen Fußball-Pokalwettbewerbs. An ihr nahmen die 18 Mannschaften der Eredivisie, die 20 Teams der Eerste Divisie und 29 Vertreter aus dem Amateurbereich teil.
Pokalsieger wurde Feyenoord Rotterdam. Das Team setzte sich im Finale gegen den Zweitligisten BVV Den Bosch durch. Der Sieger erhielt einen Startplatz im Europapokal der Pokalsieger.

## Modus
Alle Begegnungen wurden in einem Spiel entschieden. Bei unentschiedenem Ausgang gab es eine Verlängerung von zweimal 15 Minuten und gegebenenfalls ein Elfmeterschießen. Die elf besten Teams der Eredivisie 1989/90 hatten in der 1. Runde ein Freilos.

## 1. Runde
Unterklassige Teams hatten in dieser Runde Heimrecht.
| Datum      |                                | Ergebnis              |                          |
| ---------- | ------------------------------ | --------------------- | ------------------------ |
| 13.10.1990 | ACV Assen                      | 0:4                   | Sparta Rotterdam         |
| 13.10.1990 | SV Babberich                   | 2:3                   | Excelsior Rotterdam      |
| 13.10.1990 | VV Bennekom                    | 0:6                   | MVV Maastricht           |
| 13.10.1990 | SC Genemuiden                  | 2:3 n. V.             | BV De Graafschap         |
| 13.10.1990 | VV Noordwijk                   | 1:5                   | NAC Breda                |
| 13.10.1990 | NSVV Numansdorp                | 2:2 n. V. (2:4 i. E.) | SC Heracles Almelo '74   |
| 13.10.1990 | Oranje Nassau Groningen        | 0:1 n. V.             | FC Zwolle                |
| 13.10.1990 | K.v.v. Quick Boys              | 5:2                   | Helmond Sport            |
| 13.10.1990 | Rijnsburgse Boys               | 3:2                   | BV Veendam               |
| 13.10.1990 | VV Spijkenisse                 | 1:4                   | VVV-Venlo                |
| 13.10.1990 | SV De Treffers                 | 2:3                   | Willem II Tilburg        |
| 13.10.1990 | SV de Valleivogels             | 3:5 n. V.             | VC Vlissingen            |
| 13.10.1990 | Vitesse Delft                  | 1:4                   | FC Dordrecht '90         |
| 13.10.1990 | VVOG Harderwijk                | 0:3                   | FC Wageningen            |
| 14.10.1990 | Achilles 1894                  | 2:1                   | RBC Roosendaal           |
| 14.10.1990 | AFC Amsterdam                  | 0:1                   | Cambuur Leeuwarden       |
| 14.10.1990 | Concordia SVD ’s-Hertogenbosch | 1:4                   | SVV Schiedam             |
| 14.10.1990 | DCV Krimpen                    | 0:3                   | HFC Haarlem              |
| 14.10.1990 | DWV Amsterdam                  | 1:2                   | SC Telstar 1963          |
| 14.10.1990 | USV Elinkwijk                  | 4:3 n. V.             | AZ Alkmaar               |
| 14.10.1990 | Sportclub Enschede             | 0:2                   | NEC Nijmegen             |
| 14.10.1990 | VV Geldrop                     | 3:2                   | SC Heerenveen            |
| 14.10.1990 | RKSV Halsteren                 | 1:2                   | Go Ahead Eagles Deventer |
| 14.10.1990 | VV Hoogeveen                   | 0:3                   | BVO Emmen                |
| 14.10.1990 | TSV LONGA                      | 0:2                   | FC Utrecht               |
| 14.10.1990 | Spartaan '20 Rotterdam         | 0:4                   | VV Eindhoven             |
| 14.10.1990 | TSC Oosterhout                 | 0:2                   | SV Meerssen              |
| 14.10.1990 | Vitesse Arnheim II             | 1:2 n. V.             | BVV Den Bosch            |

## Zwischenrunde
| Datum      |                        | Ergebnis  |                          |
| ---------- | ---------------------- | --------- | ------------------------ |
| 14.11.1990 | Achilles 1894          | 1:2       | NAC Breda                |
| 14.11.1990 | Cambuur Leeuwarden     | 1:2       | Go Ahead Eagles Deventer |
| 14.11.1990 | MVV Maastricht         | 0:2       | FC Utrecht               |
| 14.11.1990 | K.v.v. Quick Boys      | 1:2       | NEC Nijmegen             |
| 27.11.1990 | Rijnsburgse Boys       | 0:2       | FC Dordrecht '90         |
| 04.12.1990 | VV Eindhoven           | 1:3 n. V. | FC Wageningen            |
| 04.12.1990 | SC Heracles Almelo '74 | 5:2       | SC Telstar 1963          |

## 2. Runde
| Datum      |                          | Ergebnis              |                     |
| ---------- | ------------------------ | --------------------- | ------------------- |
| 14.12.1990 | SC Heracles Almelo '74   | 0:1                   | Feyenoord Rotterdam |
| 14.12.1990 | Roda JC Kerkrade         | 4:0                   | BVO Emmen           |
| 15.12.1990 | FC Dordrecht '90         | 1:0                   | FC Twente Enschede  |
| 15.12.1990 | NAC Breda                | 1:0                   | RKC Waalwijk        |
| 15.12.1990 | NEC Nijmegen             | 1:2                   | FC Wageningen       |
| 15.12.1990 | PSV Eindhoven            | 2:1                   | FC Zwolle           |
| 15.12.1990 | SVV Schiedam             | 2:1                   | Fortuna Sittard     |
| 15.12.1990 | VVV-Venlo                | 0:1                   | FC Utrecht          |
| 16.12.1990 | FC Den Haag              | 5:3                   | HFC Haarlem         |
| 16.12.1990 | USV Elinkwijk            | 1:3 n. V.             | Willem II Tilburg   |
| 16.12.1990 | Excelsior Rotterdam      | 0:5                   | Ajax Amsterdam      |
| 16.12.1990 | VV Geldrop               | 1:4                   | BVV Den Bosch       |
| 16.12.1990 | Go Ahead Eagles Deventer | 2:3                   | Vitesse Arnheim     |
| 16.12.1990 | SV Meerssen              | 2:2 n. V. (4:5 i. E.) | BV De Graafschap    |
| 16.12.1990 | Sparta Rotterdam         | 1:0                   | FC Volendam         |
| 16.12.1990 | VC Vlissingen            | 1:3                   | FC Groningen        |

## 3. Runde
| Datum      |                     | Ergebnis              |                  |
| ---------- | ------------------- | --------------------- | ---------------- |
| 11.01.1991 | Roda JC Kerkrade    | 2:1                   | FC Utrecht       |
| 13.01.1991 | Vitesse Arnheim     | 3:1                   | FC Den Haag      |
| 23.01.1991 | Ajax Amsterdam      | 3:1                   | FC Groningen     |
| 23.01.1991 | BVV Den Bosch       | 3:1                   | Sparta Rotterdam |
| 23.01.1991 | Feyenoord Rotterdam | 2:1                   | NAC Breda        |
| 23.01.1991 | PSV Eindhoven       | 8:1                   | FC Wageningen    |
| 23.01.1991 | Willem II Tilburg   | 5:0                   | SVV Schiedam     |
| 27.02.1991 | BV De Graafschap    | 1:1 n. V. (3:4 i. E.) | FC Dordrecht '90 |

## Viertelfinale
| Datum      |                   | Ergebnis              |                     |
| ---------- | ----------------- | --------------------- | ------------------- |
| 27.02.1991 | BVV Den Bosch     | 0:0 n. V. (4:3 i. E.) | Vitesse Arnheim     |
| 27.02.1991 | Roda JC Kerkrade  | 1:0                   | Ajax Amsterdam      |
| 27.02.1991 | Willem II Tilburg | 2:3 n. V.             | PSV Eindhoven       |
| 12.03.1991 | FC Dordrecht '90  | 1:3                   | Feyenoord Rotterdam |

## Halbfinale
| Datum      |               | Ergebnis              |                     |
| ---------- | ------------- | --------------------- | ------------------- |
| 27.03.1991 | BVV Den Bosch | 2:2 n. V. (4:2 i. E.) | Roda JC Kerkrade    |
| 11.04.1991 | PSV Eindhoven | 0:1                   | Feyenoord Rotterdam |

## Finale
| Feyenoord Rotterdam                | Feyenoord Rotterdam | BVV Den Bosch | BVV Den Bosch |
| ---------------------------------- | --- | --- | ------------- |
| Feyenoord Rotterdam                | \| 2. Juni 1991 in De Kuip, Rotterdam \| \| Ergebnis: 1:0 (1:0) \| \| Zuschauer: 52.000 \| \| Schiedsrichter: John Blankenstein \| \| Spielbericht \|                                                             | \| 2. Juni 1991 in De Kuip, Rotterdam \| \| Ergebnis: 1:0 (1:0) \| \| Zuschauer: 52.000 \| \| Schiedsrichter: John Blankenstein \| \| Spielbericht \| | BVV Den Bosch |
| Feyenoord Rotterdam                | Ed de Goey – Ulrich van Gobbel, John de Wolf, John Metgod , Henk Fraser – Arnold Scholten, Ioan Sabău, Rob Witschge – Gaston Taument, József Kiprich (74. Stanislav Griga), Regi Blinker. Cheftrainer: Wim Jansen | Jan van Grinsven – Dick Bults, Eric Meulendijk, Jos van Eck, John Laponder – Bud Brocken , René Nijhuis (46. Peter Netten), Jan Gösgens (78. Dirk-Jan Derksen) – Lowie van Schijndel, Jack de Gier, Guus van der Borgt. Cheftrainer: Hans van der Pluijm | BVV Den Bosch |
| Feyenoord Rotterdam                | 1:0 Rob Witschge (8.) | | BVV Den Bosch |
| 2. Juni 1991 in De Kuip, Rotterdam | | |               |
| Ergebnis: 1:0 (1:0)                | | |               |
| Zuschauer: 52.000                  | | |               |
| Schiedsrichter: John Blankenstein  | | |               |
| Spielbericht                       | | |               |